# Туфельки (фильм, 2012)
«Ту́фельки» (англ. Shoes) — фильм режиссёра Константина Фама 2012 года, победитель множества кинофестивалей, единственный претендент от России на премию «Оскар» в номинации «Лучший короткометражный фильм» за 2013 год. Фильм «Туфельки» стал первой новеллой киноальманаха «Свидетели», посвящённого памяти жертв Холокоста.

## Сюжет
Сюжет фильма разворачивается в 30-х-40-х годах XX века и рассказывает об истории пары женских туфелек, которая начинается в витрине магазина и трагически обрывается в братской могиле обуви концлагеря «Освенцим».

## Съёмочная группа
- Автор идеи: Дмитрий Паршков
- Режиссёр: Константин Фам
- Сценарист: Константин Фам
- Продюсеры: Константин Фам, Юрий Игруша, Михаил Быков, Алексей А. Петрухин
- Сопродюеры: Кшиштоф Вих, Таня Рахманова, Алексей Тимофеев, Сергей Жданович
- Креативный продюсер: Таня Довидовская
- Линейный продюсер: Егор Одинцов
- Операторы: Отабек Джураев, Марек Гайчак, Сергей Новиков, Асен Сопов
- Композитор: Егор Романенко
- Художники: Филипп Лагунович-Черепко, Ярмила Конечна
- Монтажёр: Варфоломей Курага
- Актёры: Ульяна Елина, Илья Углава, Татьяна Спургяш, Александр Боковец

## Производство
Съёмки фильма прошли на территории России, Беларуси, Чехии, Польши и Франции. В производстве картины приняли участие более 600 специалистов из разных стран. Фильм снят при финансовой поддержке Министерства культуры Республики Беларусь.

## Художественные особенности
В новелле «Туфельки» главной героиней является обувь — женские туфельки. В кадре не видно лиц и отсутствуют диалоги. Весь фильм сопровождается оригинальной симфонической музыкой.

## Признание
Фильм «Туфельки» выдвигался на кинопремию «Оскар» в категории «Лучший игровой короткометражный фильм» за 2013 год, а также был представлен в Конкурсной программе короткого метра 24-го Открытого российского кинофестиваля «Кинотавр».

### Награды
- Международный кинофестиваль в Монако[англ.] (Angel Flms Award), 2013 (Франция) — Лучший короткометражный фильм, Лучший режиссёр, Лучший продюсер, Лучшая оригинальная музыка, Лучшая работа оператора, Angel Peace Award[5]
- Фестиваль видео «Империя», 2013 (Италия) — Гран-При[6]
- Х Благотворительный кинофестиваль «Лучезарный ангел» — Лучший игровой короткометражный фильм[7]
- Кинофестиваль «Арткино», 2014 (Россия) — Лучший экспериментальный фильм[8]
- KONIK Film Festival, 2013 (Россия) — Приз за «вклад в развитие короткометражного кино в России», Приз «За музыкальное решение»[9]
- Кинофестиваля «Встречи на Вятке», 2013 (Россия) — Гран-при
- Кинофестивал «Золотой Абрикос», 2013 (Армения) — Спецприз журнала «NewMag»
- Международный кинофестиваль в Хайфе 2014 (Израиль) — Фильм открытия специальных программ
- Еврейский кинофестиваль в Сан-Диего[англ.] — «Открытие Фестиваля» (original: Best Emerging Filmmaker)[10]

### Участие
- «Кинотавр», 2013 (Россия)[4]
- «Святая Анна», 2013 (Россия)
- Международный фестиваль короткометражного кино в Клермон-Ферране, 2013 (Франция)
- Неделя российского кино в Израиле, 2014 (Израиль)[11]
- Неделя российского кино в Лос-Анджелесе «Doors to Russian cinema», 2014 (США)[12]
- Минский международный кинофестиваль «Лістапад», 2013 (Беларусь)
- Кинофестиваль Filmets в Бадалоне, 2014 (Испания)
- Еврейский кинофестиваль в Атланте, 2014 (США)
- «Киношок», 2014 (Россия)
- Фестиваль короткометражного кино «Короче», 2014 (Россия)

## Культурное влияние
Фильм приглашен в коллекцию мемориала Яд ва-Шем (Израиль) в качестве образовательного пособия для (reference number is V-6195).
4 ноября 2013 года заместитель директора Музея антропологии и этнографии имени Петра Великого Российской академии наук Ефим Резван от имени Музея вручил команде кинофильма почётный диплом с формулировкой «за яркий творческий вклад в музейные выставочные программы и сохранение памяти».

## Партнёры
- Федерация еврейских общин России
- Центр документального кино
- Молодёжный центр Союза Кинематографистов Российской Федерации
- Роскино

## Примечание
1. ↑  Фильм молодого режиссёра Константина Фама выдвинут на «Оскар» одновременно со «Сталинградом» Федора Бондарчука. НОВАЯ ГАЗЕТА. Дата обращения: 7 декабря 2013. Архивировано 19 ноября 2013 года.
2. ↑  Константин Фам: «Хочу делать кино, интересное для всей семьи». МЦ СКРФ Архивировано 9 июня 2016 года.
3. ↑  Короткометражка «Туфельки» поборется за номинацию на «Оскар». РИА Новости. Дата обращения: 7 декабря 2013. Архивировано 13 ноября 2013 года.
4. 1 2  Конкурс короткого метра начался на «Кинотавре». РИА Новости. Дата обращения: 5 декабря 2013. Архивировано 10 декабря 2013 года.
5. ↑  Фильм «Туфельки» получил призы в Монако. The Hollywood Reporter. Российское издание. Дата обращения: 21 января 2014. Архивировано 3 февраля 2014 года.
6. ↑  Режиссёр Константин Фам получил Гран-при «Серебряная кинолента» на прошедшем в апреле Международном фестивале киноискусства «Империя» в Италии. РИА Новости. Дата обращения: 7 ноября 2013. Архивировано 13 ноября 2013 года.
7. ↑  Итоги кинофестиваля «Лучезарный ангел». РИА Новости. Дата обращения: 5 декабря 2013. Архивировано 23 ноября 2013 года.
8. ↑  Победители 6-го Всероссийского фестиваля авторского короткометражного кино «АРТКИНО». Арткино. Дата обращения: 5 декабря 2013. Архивировано 10 декабря 2013 года.
9. ↑  Итоги открытого кинофестиваля короткометражного независимого кино «KONIK Film Festival». Молодёжный центр СК РФ Архивировано 11 декабря 2013 года.
10. ↑  Режиссёр короткометражки «Туфельки» Константин Фам получил одну из главных наград кинофестиваля в Сан-Диего. antrakt.by. Дата обращения: 11 декабря 2015. Архивировано из оригинала 22 декабря 2015 года.
11. ↑  Неделя российского кино начинается в Израиле. РИА Новости. Дата обращения: 5 декабря 2013. Архивировано 10 декабря 2013 года.
12. ↑  Завершилась Неделя российского кино в Лос-Анджелесе «DOORS TO RUSSIAN CINEMA». РОСКИНО. Дата обращения: 5 декабря 2013. Архивировано из оригинала 16 октября 2019 года.
13. ↑  Кунсткамера наградила «Туфельки». АЕН — агентство еврейских новостей. Дата обращения: 7 декабря 2013. Архивировано из оригинала 12 декабря 2013 года.